# Douglass Adair
Douglass Greybill Adair (5 de março de 1912 - 2 de maio de 1968) foi um historiador norte-americano especializado em história intelectual. Ele é mais conhecido por seu trabalho em pesquisar a autoria de números contestados de The Federalist Papers e seus estudos influentes na história e influência do republicanismo nos Estados Unidos durante o final do século XVIII e início do XIX - a era do Iluminismo. Seu ensaio mais famoso, "Fame and the Founding Fathers", introduziu a busca da fama como uma nova motivação para entender as ações dos Framers.

## Carreira
Adair ensinou na Universidade de Princeton, no College of William and Mary e na Claremont Graduate School. De 1944 a 1955, Adair foi o principal no lançamento, edição e publicação da terceira série do William and Mary Quarterly, que se tornou o principal jornal no campo da história americana inicial. Adair contribuiu com muitos artigos influentes para o Quarterly, incluindo seu ensaio clássico de duas partes, "The Authorship of the Disputed Federalist Papers" e "The Tenth Federalist Revisited". Ele também escreveu muitas resenhas de livros, mostrando seu domínio do ofício de revisar e estabelecer um padrão para o campo.